# Gyophora trifasciata
Gyophora trifasciata là một loài bướm đêm trong họ Noctuidae.